# Astrid Åbyholm
Astrid Åbyholm, née le 7 octobre 1966, est une joueuse de squash représentant la Norvège. Elle est championne de Norvège à 7 reprises en 1980 et 1981 et entre 1984 et 1988, la première fois à l'âge de quatorze ans. Avec ses deux frères également joueurs de squash et champions de Norvège, Johan Åbyholm et Andreas Åbyholm, elle domine les années 1980.

## Biographie
Elle participe aux championnats du monde 1987 où elle atteint le troisième tour avant de s'incliner sèchement face à Vicki Cardwell, championne du monde en 1983.

## Palmarès

### Titres
- Championnats de Norvège: 7 titres (1980, 1981, 1984-1988)

### Finales
- Championnats de Norvège: 2 finales (1983, 1984)